# Rhytidoponera dubia
Rhytidoponera dubia é uma espécie de formiga do gênero Rhytidoponera.